# Герц, Кристиан
Кристиан Герц (словац. Christián Herc; родился 30 сентября 1998, Левице, Словакия) — словацкий футболист, полузащитник клуба ДАК 1904.

## Клубная карьера
Герц — воспитанник клубов «Нитра» и английского «Вулверхэмптон Уондерерс». В начале 2018 года волки для получения игровой практики отдали Кристиана в аренду в ДАК 1904. 18 февраля в матче против «Сеницы» он дебютировал в чемпионате Словакии. 24 февраля в поединке против «Земплина» Кристиан забил свой первый гол за ДАК 1904.